# Deklica Delfina
Deklica Delfina je naslovni lik slovenske fantastične pripovedi z naslovom Deklica Delfina in lisica Zvitorepka, ki jo je napisala slovenska pisateljica Kristina Brenk.

## O avtorici
Kristina Brenk se je rodila 22. oktobra 1911 v Horjulu. Je pisateljica, prevajalka, urednica in dramatičarka, ki je prejela številne nagrade in priznanja. 9. maja 2007 je postala častna meščanka Ljubljane.
Umrla je 20. novembra 2009 v Ljubljani.

## Predstavitev literarnega lika
Delfina je neprevidno stekla čez cesto in zbije jo avto. Nato se odvije fantastično potovanje v spremstvu lisice Zvitorepke. Ko Delfina prehodi vseh sedem poti svojih želja, se prebudi in vrne k družini.
Kot tipična deklica Delfina uboga starše, rada nabira rože, po večerji še noče takoj spat, je vesela, skromna in navezana na babico. Delfina je miroljubna deklica in nikomur ne privošči žalega. Boji se ostati sama in hoditi po neznanih poteh. Nekaterih dogodkov, ki se zgodijo na poti z lisico Zvitorepko, si deklica ne zna pojasniti. Nenazadnje je le otrok. Večkrat občuti nemir, saj ne ve, kam jo pelje pot, kje so zlata vrata in koga tako silno pogreša. Ne mara nevednosti. Nenavaden ključ je simbol pričakovanja, nečesa novega, izpolnitve želje.

## Umestitev literarnega lika v zgodbo
Ko Delfina steče čez cesto, jo povozi avto. Zbudi se z zlatim ključkom na verižici okoli vratu. Ne ve, kateri dan je, niti kateri del dneva je. Sreča lisico, ki ji pove, da je ponedeljkovo jutro ter da se ji bo pridružila na poti v Delfinski zaliv. Zvitorepka deklici zagotovi, da bo na neznani poti v zaliv pazila nanjo. Delfina opaža, da so se začele dogajati čudne reči: ves čas se pojavljajo novi in novi predmeti, nato pa še ugotovi, da lisica zna brati misli. Pot po Ponedeljkovi cesti ju je vodila do partizana, s katerim sta večerjali, lisica pa je pripovedovala zgodbe. Torkova cesta je bila ozka in obrobljena z jasminovimi grmiči. Lisica in deklica sta srečali dečka Najdenčka, ki je iskal brata Izgubljenčka. Sredina cesta je bila pisana in tlakovana s sladkorčki. Popotnici sta srečali mačko Brezdomko, s katero so se skupaj odpravile na pot k Muci Copatarici. Delfina se je medtem ves čas spraševala, kaj je za zlatimi vrati, ki jih odklepa njen ključek. Ve namreč, da je tam nekaj, kar močno pogreša, a se ne more spomniti, kaj bi to bilo. Četrtkova cesta je takoj za lično hiško Muce Copatarice zavila v gozd. Pokrita je bila z listjem in iglicami. Delfina se je razveselila, da bo lahko delala šopke iz praproti. Govorila je o svoji babici in bila je srečna. Ob drevesu Brezimena sta lisica in deklica srečali dečka s starim pastirskim klobukom. Petkova pot je bila zasnežena. Lisica je iz čudežne torbe izvlekla škorenjčke za Delfino in zase. Delfini se je zdelo, da se ji nekam mudi, a ni vedela kam. Zvitorepka je pripovedovala o pobratimstvu z volkom, ki jo je ukanil, ko mu je želela pomagati pri iskanju hrane. Kmalu sta pred sabo res ugledali starega in utrujenega volka. Skupaj so šli do lesene koče, kjer je živel godec. Lisici se je sanjalo, da se bo v nedeljo zgodilo nekaj lepega. V soboto sta Delfina in Zvitorepka prišli do železniške postaje in se vkrcali na majhen vlak. Delfini se je sanjalo, da je izgubila neprecenljivi zlati ključ. Lisica in deklica sta se odpravili po samotni Nedeljski stezi. Hodili sta proti mavrici, v daljavi pa se je že videl Delfinski zaliv. Nasproti jima je prišel lepo oblečen lisjak. Lisica in lisjak sta se zapletla v pogovor in Delfina je ugotovila, da mora sama naprej po svoji poti. Poslovi se od prijateljice. Deklica je stopala proti belemu delfinu in mu sedla na hrbet. Odpeljal jo je proti neznani svetlobi, naravnost do velikanskih zlatih vrat. Delfina je pogledala skozi ključavnico in zavriskala od sreče. Videla je mamo, ki je sedela na stolu in ihtela, bratca ter očeta. Vdela je ključ in odklenila vrata. Poklicala je mamo, ki jo je držala v naročju. Mati je bila presrečna, da se je Delfina prebudila. Deklica ji je obljubila, da bo pri prečkanju ceste v bodoče bolj previdna.

## Odlomek
Obdarovanja: izbrana kratka proza: Deklica Delfina in lisica Zvitorepka, poglavje Bele miške in sanjska knjiga, stran 108,109
V četrtek zjutraj, ko se je prebudila, je sijalo skoz odprto okence veliko, toplo sonce. 
- Dobro jutro, zlato jutro, je rekla lisica. Slonela je v postelji in brala iz velike knjige.

SANJSKA KNJIGA, je črkovala Delfina napisa na naslovni strani.
Lisica je ni pogledala, ampak je zamišljeno strmela v knjigo in spet oslinila tačko ter obrnila naslednji list.

- Tako delamo samo, kadar je knjiga zares zanimiva, je odgovorila na Delfinino misel in znova oslinila tačko.

Sanjska knjiga je bila že stara in precej odrgnjena. Deklici se je zazdelo, da jo v tejle hiši pogosto prebirajo.

- Kaj se ti je sanjalo, jo je vprašala lisica.

Delfina se nikakor ni mogla spomniti, če se ji je kaj sanjalo. Lisica pa ni čakala njenega odgovora, ampak je nadaljevala:

- Meni se je sanjalo o smrkavem otroku in da sem po suhem smučala. To pomeni … to pomeni … to pomeni …

Z oslinjeno tačko je listala proti črki S in šušljala: s-s-s-s-s-s-s-smrkav, če je otrok … Aha, že imam: Preveč skrbiš za druge, premalo sama zase … Smučati po suhem: nekoga boš učil, kako naj umno živi.

Lisica je globoko zajela sapo in še globlje vzdihnila, kot bi se smilila sama sebi. Nato je rekla glasno in odločno:

- Sanjske bukve imajo zmeraj prav, četudi so precej neumne. Potem se je urno zavihtela in skočila iz nizke posteljice.

## Analiza pripovedi
Tema: prometna nesreča, poškodba.
Deklica Delfina in lisica Zvitorepka je obsežna fantastična pripoved. Osrednji literarni lik je otrok - deklica Delfina. Dogajanje se odvija na dveh med seboj ločenih ravneh – realni in fantastični. Sestava pripovedi je dvodimenzionalna. Povod za popotovanje v fantastični svet je poškodba. Opazen je vzorec home – away – home: otroški literarni lik Delfina se iz realnosti preseli v fantastični svet in se v sklepu dogajanja spet vrne v realnost - v varno resničnost domačega družinskega okolja. Deklica na svoji poti srečuje splošno znane literarne like iz priljubljenih pravljic in pripovedk, ki jih pozna vsak otrok, in vpleta v pripoved verze iz znanih ljudskih otroških pesmi ter modrosti iz slovenskih pregovorov. Kot prava poznavalka pregovorov se izkaže dekličina spremljevalka lisica Zvitorepka. Pomemben je tudi lik babice, na katero Delfina v fantastičnem svetu večkrat pomisli. Babice se spominja kot prijazne in modre ženice.

## Izdaje fantastične pripovedi Deklica Delfina in lisica Zvitorepka
- K. Brenk: Deklica Delfina in lisica Zvitorepka, Mladinska knjiga, Ljubljana, 1972
- K. Brenk: Deklica Delfina in lisica Zvitorepka, Mladinska knjiga, Ljubljana, 1984, zbirka Moja knjižnica
- K. Brenk: Deklica Delfina in lisica Zvitorepka, Mladinska knjiga, Ljubljana, 1991, zbirka Deteljica
- K. Brenkova: Obdarovanja: izbrana kratka proza, Mladinska knjiga, Ljubljana, 2001, zbirka Sončnica